# 오브닌스크

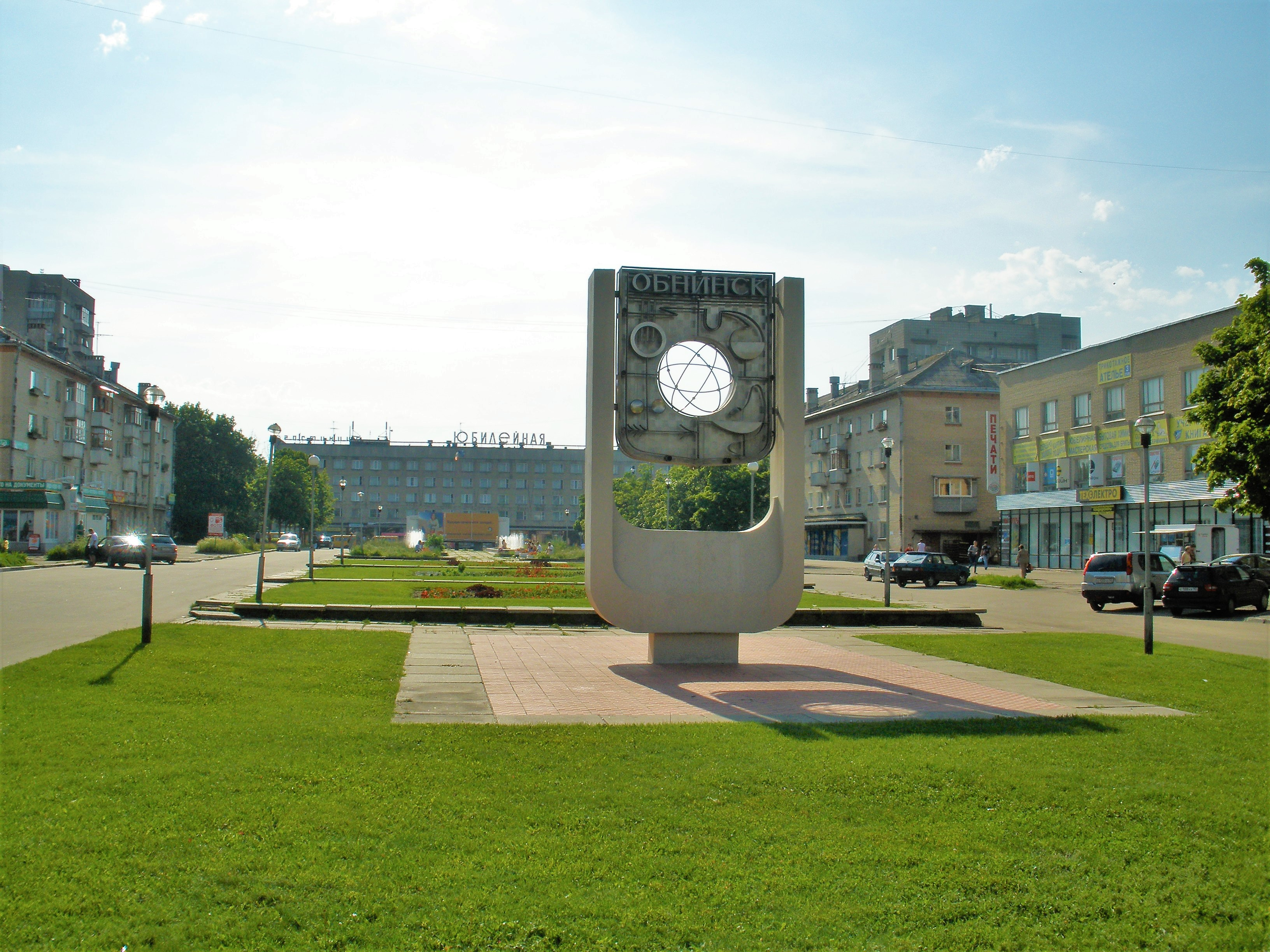

오브닌스크(러시아어: О́бнинск, 문화어: 옵닌스크)는 러시아 칼루가주에 위치한 도시이다. 소비에트 연방 붕괴 이전에는 폐쇄된 도시였다. 프로트바강(오카강의 지류)에 접해 있고 모스크바에서는 남서쪽으로 100 km, 칼루가에서 남동쪽으로 68 km 떨어져 있다.

## 역사
1946년에 도시가 세워졌다.

## 교통
오브닌스크는 «모스크바 — 키예프» 와 «모스크바 — 브레스트 — 바르샤바»를 연결한다. «모스크바 — 민스크» (М1, 25 км), «모스크바 — 심페로폴» (40 км), «모스크바 — 로스토프나도누» (70 км).

## 인구
인구는 117 419명(2020년), 칼루가주 인구의 1/10를 차지한다.

## 자매 도시
- 미국 오크리지(1992)
- 중국 몐양시(2000)
- 리투아니아 비사기나스(2003)

## 칼루가의 유명인
- 미하일 셰르바코프(Михаил Константинович Щербаков, 1963년)